# Triodontella reitteri
Triodontella reitteri är en skalbaggsart som beskrevs av Brenske 1890. Triodontella reitteri ingår i släktet Triodontella och familjen Melolonthidae. Inga underarter finns listade i Catalogue of Life.